# Screamers 2 - L'evoluzione
Screamers 2 - L'evoluzione (Screamers: The Hunting) è un film del 2009 diretto da Sheldon Wilson.
La pellicola di fantascienza è il seguito di Screamers - Urla dallo spazio (1995).

## Trama
Una élite di soldati torna sul pianeta Sirius 6B a seguito di una chiamata di soccorso. Il pianeta, che dovrebbe essere deserto, risulta abitato da screamers molto più evoluti di quelli originari. Insieme ad un gruppo di sopravvissuti che vive in un vecchio avamposto militare, i soldati cercheranno di trovare il carburante necessario per fuggire da questo mondo in rovina prima che una "tempesta di Magellano" distrugga il pianeta.